# 一橋桐子 (76) の犯罪日記
『一橋桐子 (76) の犯罪日記』（ひとつばしきりこ ななじゅうろく のはんざいにっき）は、原田ひ香による日本の長編小説。2020年2月号から7月号まで月刊小説誌『読楽』（徳間書店）に掲載され、2020年11月30日に徳間書店より単行本が刊行されたのち、2022年8月9日に徳間文庫版が発売された。

## あらすじ
76歳の一橋桐子は、同居していた友人の宮崎知子（トモ）に病死で先立たれ、再び独りぼっちになってしまった。トモと同居を始めてから3年ほど、2人で協力して余裕はないが楽しい暮らしを送ってきたが、今住む中古の一軒家は桐子一人には広すぎて、不動産屋の相田の紹介で高齢者アパートに移ることになる。清掃のパートはいつ切られてもおかしくない状態だし、桐子はこのまま独りぼっちで死んでいくのだろうかと落ち込む。
そんな時、テレビで高齢者の再犯率が高い話を耳にし、刑務所の中が至れり尽くせりで介護まである環境と知る。パートの帰り、桐子は初めて寄ったスーパーで、出来心で万引きをしてしまう。桐子を捕らえた万引きGメンの海野律子は桐子の身の上話を聞いて同情し、諭して励ますが、桐子は本気で刑務所に入れるような犯罪はないかと考えるようになる。
桐子はビルの清掃中に知り合った若い男性・久遠との会話で聞き出した重罪の偽札作りをすべく、コンビニでお札をカラーコピーしようとするが、そのコンビニでアルバイトをしていた高校生・榎本雪菜に止められる。その雪菜は、家に帰りたくないと度々桐子のアパートに入り浸るようになる。
「長く刑務所に入っていられる犯罪」を探求する桐子は、闇金の手伝いをしたり、結婚詐欺のセミナーを受けたりする毎日を過ごす。そんな桐子に両親の不仲に悩む雪菜から狂言誘拐を持ちかけられるが、それも失敗する。雪菜と連絡が取れなくなり、清掃のパートも失い追い込まれた桐子は、刑務所に入るには殺人幇助しかないのだろうかと考えるようになる。
そんな桐子を心配する雪菜や不動産屋の相田、大家の門野、そして久遠からまでも手助けを受けることになり、独りぼっちだと思い込んでいた桐子は、実はそうではなかったことを知るのだった。

## 登場人物
一橋桐子（ひとつばし きりこ）
76歳の独身女性。料理が得意。甥と姪がいるが音信不通。両親の介護の為に仕事を辞め、見送ったのちの仕事は清掃のパート。
知子の夫が亡くなってのち、彼女と2人で一軒家を借りて同居生活を送るが、病死で先立たれる。
宮崎知子（みやざき ともこ）
桐子の高校時代からの友人。呼称はトモ。頭が良く手先が器用。病死で他界する。
官僚の長男と大手鉄道会社勤務の次男がいる。亭主関白の夫は、桐子と知子が73歳の時に他界する。
榎本雪菜（えのもと ゆきな）
コンビニでアルバイトをしている時に桐子と知り合った高校生。
両親が不仲で、桐子のアパートに度々入り浸る。
相田（あいだ）
桐子を担当する不動産屋。
門野（かどの）
桐子のアパートの大家さん。40歳代の独身女性のフリーライター。貸家アパートを複数所有している。
一人になった桐子に、別の高齢者用のアパートを世話する。
久遠（くどお）
桐子がパートの清掃で通うオフィスビルで出会った20歳代くらいの男性。実はそのオフィスビルの所有者。
友岡明子（ともおか あきこ）
「俳句の会」の世話人。62歳。
三笠隆（みかさ たかし）
「俳句の会」の仲間。上原謙似の桐子の憧れの人。
斉藤薫子（さいとう かおるこ）
三笠隆のフィアンセ。自称59歳。実は結婚詐欺師。
佐藤（さとう）
香典泥棒。
海野律子（うみの りつこ）
万引きGメン。
小池ゆかり（こいけ ゆかり）
とても若く見えるが80歳。詐欺の手口を指南するワークショップを主催する。
鶴野次郎（つるの じろう）
桐子の転居先のアパートの隣室、203号室に住む老人。
元木幸江（もとき さちえ）
桐子の転居先のアパートの103号室に住む痩せた老女。
石丸（いしまる）
桐子の転居先のアパートの104号室に住む元公務員の老人。明け方に怒鳴り込まれる。
宮崎奈穂美（みやざき なおみ）
知子の長男の嫁。
宮崎明日香（みやざき あすか）
知子の次男の嫁。

## 書誌情報
- 単行本：2020年11月30日、徳間書店、ISBN 978-4-19-865188-6
- 文庫本：2022年08月09日、徳間文庫、ISBN 978-4-19-894769-9

## テレビドラマ
『一橋桐子の犯罪日記』（ひとつばしきりこのはんざいにっき）のタイトルで、2022年10月8日から11月5日までNHK総合の「土曜ドラマ」で放送された。主演は松坂慶子。
サーフィン大会や婚活パーティーなど原作にはないストーリーが加えられ、原作の「知子の長男の嫁」は「知子の娘」と変更された。
2024年11月10日よりNHK BSプレミアム4K・NHK BSの「プレミアムドラマ」枠で放送中。

### キャスト
一橋桐子
演 - 松坂慶子（幼少期：小野井奈々）
天涯孤独の独居老人。刑務所で死を看取られることを望み、「長く刑務所に入っていられる犯罪」を探求する「ムショ活」を始める。
久遠樹
演 - 岩田剛典
桐子のパート先であるパチンコ屋「ソレイユ」の上司。前科持ち。桐子から小説執筆のためと偽って取材され、刑務所の内情を教え、収監されるための犯罪の方法を助言する。
かつて弁護士志望であったが、姫野に声をかけられ土地買収に必要な書類を準備し、知らず知らずのうちに地面師グループの詐欺に加担してしまい、気づいた時には破れかぶれになって逮捕されている。
しかし桐子に相談を受けたことで人の役に立ちたい思いが再燃し、再び弁護士を目指す決心をする。
榎本雪菜
演 - 長澤樹（幼少期：松岡夏輝）
女子高生。桐子と年齢を超えた友情を育み、桐子を「桐ちゃん」と呼び、彼女の「ムショ活」を見守る。
サーファー女子で、ハワイのビッグウェーブに乗ることが夢。
桐子が刑務所に入るために、自分を誘拐することを提案する。
友岡明子
演 - 片桐はいり
桐子が通う「若草俳句会」の世話人。
寺田一男
演 - 宇崎竜童
隠れ闇金を営む怪しい男。事務所の清掃で借金を返済する桐子の交渉を受け入れる。
金目当てで桐子が自分に近づいていることを察するが、自分と同じ孤独のにおいがすると、彼女の強盗を見逃す。
癌に侵されており、どうせ死ぬなら桐子に刑務所に入ってもらいたいと、桐子に橋の欄干から川に突き落とされ、殺された芝居をするため、自ら溺れ死のうとするが、途中で癌の痛みでダウンし未遂に終わる。しかし、そのことで生きていることを実感する。
小池ゆかり / 斉藤薫子
演 - 木村多江
桐子の前に立ちふさがる訳あり女性。斉藤薫子の偽名で近づいて三笠と婚約し、娘の手術費の名目で400万円を借りると消息を絶つ。
怪しげなセミナーを主宰し、結婚詐欺寸前で男性に金銭を貢がせる方法を参加女性たちに伝授、桐子にも指南する。
宮崎知子
演 - 由紀さおり
桐子の唯一無二の親友。桐子から「トモ」と呼ばれる。夫を見取り娘を育て上げ、桐子と同居するが病死する。
娘・奈穂美に託していた句帳に、桐子にも打ち明けていない罪を背負っていたことを匂わせる「わが罪を 知る人は無し 夕霞」との句を残していた。
三笠隆
演 - 草刈正雄
桐子の憧れの人。バツイチ独り身の元プロテニスプレイヤー。薫子（小池）と婚約するが、400万円を貢ぐと消息を絶たれ、意気消沈となる。
落ち込んでいたことを不憫に思った桐子に励まされたことから、次はあなたを笑顔にしたいと桐子にプロポーズする。
坂井春菜
演 - 富田望生
桐子のパート先であるパチンコ屋「ソレイユ」の年下の同僚。
相田準一
演 - 神田伸一郎（ハマカーン）
桐子の借家を世話する不動産屋。

#### ゲスト

##### 第1話
松本奈穂美
演 - 戸田菜穂（第2話、最終話）
知子の娘。母から託されていた句帳を桐子に渡す。後日、遺品整理した母の手編みの黄色いケープを桐子に形見分けする。
ムショ活で出会った人たちとのふれあいで、娑婆に未練が生じた桐子に、母・知子の故郷の生家を貸し与える。
松本弘
演 - ノモガクジ（第2話）
奈穂美の夫。義母・知子の遺品をすべて回収していく。
佐藤
演 - 斉木しげる
知子の知人を装ったコソ泥。焼香に訪れ、桐子の生活費と知子の香典を盗んでいく。
巡査
演 - 中村靖日（第4話）
交番の警官。桐子から窃盗の被害届を受け取る。
窃盗犯
演 - 湯沢勉
刑務所に入るため、コンビニで大量の菓子パンを窃盗した70歳の老人。
村上
演 - 喜安浩平
刑務所に入るため、桐子がイチゴ大福を大量に窃盗したスーパーの店長。
鶴野好子
演 - 竹原芳子（第4話）
桐子の転居先「たそがれ荘」の隣室の住人。桐子の部屋は3年連続で人が亡くなった事故物件だと、わざわざ告げに来る。
コンビニの客
演 - 緒形敦、櫻井健人
コンビニのコピー機で偽札を作ろうする桐子を痴呆症の老人と勘違いする。

##### 第2話
姫野里子
演 - 遊井亮子（第3話）
「ビューティーサロンさつき」の美容師。久遠が桐子に紹介した、土地売買に絡む詐欺で4年間女子刑務所で服役していた女性。刑務所で美容師の資格を取得した。女子刑務所で相部屋だった囚人たちと仲良く服役していた話を桐子に教える。
かつて久遠に声をかけ、彼を土地売買に絡む詐欺に巻き込んでしまい、久遠が刑務所行きとなったことを後悔している。
泥棒
演 - 本間朋晃
事務所荒らしの常習犯。寺田の事務所から金庫を担いで盗もうとするが、桐子に見つかり警察に捕まる。
木嶋浩子
演 - 内田慈（第3話・第4話）
雪菜のクラスの担任教師。サーフィンで脱色された榎本の髪がカラーを入れていると思い、黒髪に戻すよう注意する。
老紳士
演 - 越村公一
消息を絶った薫子（小池）と装飾品店で買い物を楽しんでいた老紳士。
女子サーファー
演 - 澤田七奈緒
雪菜のサーフィン仲間。
アシスタント
演 - 安河内理恵
小池ゆかり（薫子）の主宰する怪しげなセミナーのアシスタント。
森、青木
演 - 小山かつひろ、佐藤旭
シニアの婚活パーティーの参加男性。小池ゆかりに声をかける。

##### 第3話
中尾和義
演 - モト冬樹
シニアの婚活パーティーの参加男性。桐子に声をかける。
ツアー主催者
演 - エド・はるみ
シニアの婚活「水郷めぐり愛バスツアー」の主催者。
村瀬春雄
演 - 野添義弘
「水郷めぐり愛バスツアー」の参加男性。桐子の姓が「一橋」で、自身が一橋大学出身であることから、運命を感じると意気込むが、桐子が小池に指南された通り、金持ちが好きそうな盆栽やワイン、海外旅行が趣味と言うと、急に桐子への興味を失う。
荒川治郎
演 - 真実一路
「水郷めぐり愛バスツアー」の参加男性。金満そうな男性で、桐子に金も夜も不自由させないと言い寄ってきたことから、怖気づいた彼女に逃げられてしまう。
福森茂
演 - 長谷川初範
「水郷めぐり愛バスツアー」の参加男性。盆栽が趣味で、桐子も小池に指南された通り盆栽が趣味と言ったことから婚活ツアーで桐子とカップル成立する。
結婚詐欺で捕まるため桐子から金銭を要求されるが、金がないと正直に打ち明け、それでも良ければ結婚して欲しいと桐子に求婚するも、その場に居合わせたかつての婚約者の小池からお金がなくてもいいと求婚され、彼女と復縁する。
榎本和也
演 - 神尾佑（第4話・最終話）
雪菜の父。三ノ輪署の刑事。大学に進学せず、サーファーになりたいという雪菜と対立する。
雪菜が誘拐されるも、すぐに狂言と気付き、警察沙汰にはせず、なぜ狂言を働いたか、雪菜の真意を探る。

##### 第4話
久遠の娘
演 - 英茉
久遠の幼い娘。詐欺で逮捕された際、妻と別れたため、面会日にしか会うことができない。
雪菜の母
演 - 佐々木瞳（写真での出演）
雪菜の母。雪菜が幼い頃に亡くなっている。雪菜に海の楽しさを教えてくれた。
刑事
演 - 鈴木隆仁
桐子の妄想の中で、身代金目的略取等の容疑で桐子を逮捕し、手錠をかける刑事。
動画配信者
演 - 興津正太郎
雪菜がSNSで誘拐犯の居場所を桐子の住む「たそがれ荘」と拡散したことで、現地を訪れネットで生配信しだした男性。
野次馬
演 - 三浦諒、関海人
雪菜がSNSで誘拐犯の居場所を桐子の住む「たそがれ荘」と拡散したことで、様子を見に来た野次馬。
雪菜のクラスメイト
演 - 田口和、齋藤さくら
誘拐騒動を起こした雪菜が何故、このような騒ぎを起こしたのか担任の木嶋に質問する。
久遠を取り囲む男達
演 - 阿邊龍之介（最終話）、佐藤誠（最終話）、少路勇介（最終話）、長島竜也（最終話）
青空市場で古着を売る久遠を取り囲む、スーツ姿の男性4人組。詐欺グループで久遠の力を借りようとしていたが、桐子に追い返される。

##### 最終話
審判員
演 - 岩見天獅
雪菜が参加したサーフィン大会「ICHINOMIYA OPEN」の審判員の一人。
斉藤、大原、牧田芽依
演 - 中塩ひかる、小田唯鈴、庄司莉花
雪菜と共にサーフィン大会のガールズクラス決勝に進出した女子選手。牧田が優勝し、雪菜は敗れて2位となる。
知子の夫
演 - 牟田浩二
知子を言葉の暴力で苦しめていたことから、知子から高カロリーの料理を毎日食べさせられ、糖尿病と高血圧を悪化させ、早死にさせる復讐を受けていた。

### スタッフ
- 原作 - 原田ひ香『一橋桐子（76）の犯罪日記』
- 脚本 - ふじきみつ彦
- 音楽 - 長谷川智樹
- 俳句考証 - 神野紗希[35]
- 法律考証 - 野元学二
- 警察考証 - 志保澤利一郎[36]
- 刑務所考証 - 木下登志美[36]
- 制作統括 - 髙橋練（NHKエンタープライズ）、清水拓哉（NHK）
- プロデューサー - 宇佐川隆史（NHKエンタープライズ）
- 演出 - 笠浦友愛、黛りんたろう、加地源一郎

### 放送日程
| 話数   | 放送日         | 放送日                  | サブタイトル       | 演出         |
| 話数   | NHK総合        | BSプレミアム4K / NHK BS | サブタイトル       | 演出         |
| ------ | -------------- | ----------------------- | ------------------ | ------------ |
| 第1話  | 2022年10月08日 | 2024年11月10日          | 娑婆に未練なし     | 笠浦友愛     |
| 第2話  | 10月15日       | 11月17日                | 悪人は成敗すべし   | 笠浦友愛     |
| 第3話  | 10月22日       | 11月24日                | 結婚か刑務所か     | 黛りんたろう |
| 第4話  | 10月29日       | 12月01日                | 夢見るプランK      | 加地源一郎   |
| 最終話 | 11月05日       | 12月08日                | 許されぬ罪の重さぞ | 笠浦友愛     |

- 2023年1月15日から2月12日まで、NHKワールドTV「NHK Drama Showcase」（原版+英語字幕スーパー：日曜 9時10分 - 10時・同21時10分 - 22時、英語吹き替え：日曜 15時10分-16時・月曜 3時10分 - 4時）にて『Kiriko's Crime Diary』のタイトルで毎週日曜日に日本語のままで英訳字幕スーパーを入れたものと、英語吹き替え版がそれぞれ1日2回ずつ放送された[38]。

| NHK総合 土曜ドラマ                             | NHK総合 土曜ドラマ                              | NHK総合 土曜ドラマ                                    |
| 前番組                                         | 番組名                                          | 次番組                                                |
| ---------------------------------------------- | ----------------------------------------------- | ----------------------------------------------------- |
| 空白を満たしなさい （2022年6月25日 - 7月30日） | 一橋桐子の犯罪日記 （2022年10月8日 - 11月5日）  | ひきこもり先生シーズン2 （2022年12月17日 - 12月24日） |
| NHK BSプレミアム4K・NHK BS プレミアムドラマ    |                                                 |                                                       |
| 団地のふたり （2024年9月1日 - 11月3日）        | 一橋桐子の犯罪日記 （2024年11月10日 - 12月8日） | TRUE COLORS （2025年1月5日 - 3月2日）                 |

### その他
- 主人公の一橋桐子が句会に通うことから、Eテレの『NHK俳句』および10月30日放送の『歳時記食堂 おいしい俳句いただきます2022秋』とのコラボが決定。『NHK俳句』の10月2日放送回に松坂、9日に戸田菜穂、16日に由紀さおり、23日に木村多江、『歳時記食堂』に松坂と、毎週ドラマの出演者がゲスト出演した[39][40]。
- 放送への予想を超える反響を受け、10月18日から11月13日までNHK放送博物館にて、出演者の衣装の展示などを行う特別企画『一橋桐子展』が開催された[41]。